# Borkowo Wielkie (województwo mazowieckie)
Borkowo Wielkie – wieś w Polsce położona w województwie mazowieckim, w powiecie sierpeckim, w gminie Sierpc. Ma status sołectwa.
Prywatna wieś szlachecka położona była w drugiej połowie XVI wieku w powiecie sierpeckim województwa płockiego. Do 1954 roku istniała wiejska gmina Borkowo. W latach 1975–1998 miejscowość administracyjnie należała do województwa płockiego.